# 1086

## Události
- v rámci reconquisty dobyto Toledo

## Narození
- 8. ledna – Jindřich V. Sálský, císař Svaté říše římské († 23. května 1125)

## Úmrtí
- 23. února – Svatobor (Fridrich), patriarcha akvilejský, syn českého knížete Spytihněva II. a jeho manželky Idy Wettinské (* 11. století)
- 21. května – Wang An-š', čínský ekonom, státník a básník (* 1021)
- 10. července – Knut IV. Dánský, dánský král (* asi 1043)
- 25. prosince – Judita Přemyslovna, polská kněžna jako manželka Vladislava I. Heřmana, dcera českého krále Vratislava II. a Adléty Uherské (* 1056/1058)

## Hlava státu
- České království – Vratislav II.
- Svatá říše římská – Jindřich IV. – Heřman Lucemburský vzdorokrál
- Papež – Viktor III.
- Anglické království – Vilém I. Dobyvatel
- Francouzské království – Filip I.
- Polské knížectví – Vladislav I. Herman
- Uherské království – Ladislav I.
- Byzantská říše – Alexios I. Komnenos